# Осташево-Панькі
Осташево-Панькі (пол. Ostaszewo-Pańki) — село в Польщі, у гміні Ґзи Пултуського повіту Мазовецького воєводства.
Населення — 28 осіб (2011).
У 1975-1998 роках село належало до Цехановського воєводства.

## Демографія
Демографічна структура станом на 31 березня 2011 року:
|          | Загалом | Допрацездатний вік | Працездатний вік | Постпрацездатний вік |
| -------- | ------- | ------------------ | ---------------- | -------------------- |
| Чоловіки | 14      | 1                  | 11               | 2                    |
| Жінки    | 14      | 3                  | 7                | 4                    |
| Разом    | 28      | 4                  | 18               | 6                    |